# Nikita Gennadjewitsch Kazalapow
Nikita Gennadjewitsch Kazalapow (russisch Никита Геннадьевич Кацалапов; englisch Nikita Katsalapov; * 10. Juli 1991 in Moskau, Sowjetunion) ist ein russischer Eiskunstläufer, der im Eistanz startet. Zusammen mit Jelena Iljinych gewann er Medaillen bei den Olympischen Winterspielen 2014. Im Jahr 2021 wurde er zusammen mit Wiktorija Sinizina Weltmeister im Eistanz.

## Sportliche Laufbahn
Ab der Saison 2009/10 war Jelena Iljinych seine Eistanzpartnerin. Das Paar trainierte bei Alexander Schulin und Oleg Wolkow in Moskau.
Im Jahr 2010 wurden Iljinych und Kazalapow in Den Haag Juniorenweltmeister.
In das Jahr 2011 gingen sie als Dritte der russischen Meisterschaften und bestritten ihre erste Welt- und Europameisterschaft. Bei der Europameisterschaft belegten sie den vierten und bei der Weltmeisterschaft den siebten Platz.
Als russische Vizemeister gewannen Iljinych und Kazalapow 2012 in Sheffield mit Bronze ihre erste Medaille bei Europameisterschaften. Bei der Weltmeisterschaft in Nizza verbesserten sie sich im Vergleich zum Vorjahr um zwei Plätze auf Rang fünf und waren damit das beste russische Eistanzpaar.
2013 gewannen Kazalapow und Iljinych bei der EM in Zagreb die Silbermedaille hinter ihren Mannschaftskollegen Jekaterina Bobrowa und Dmitri Solowjow.

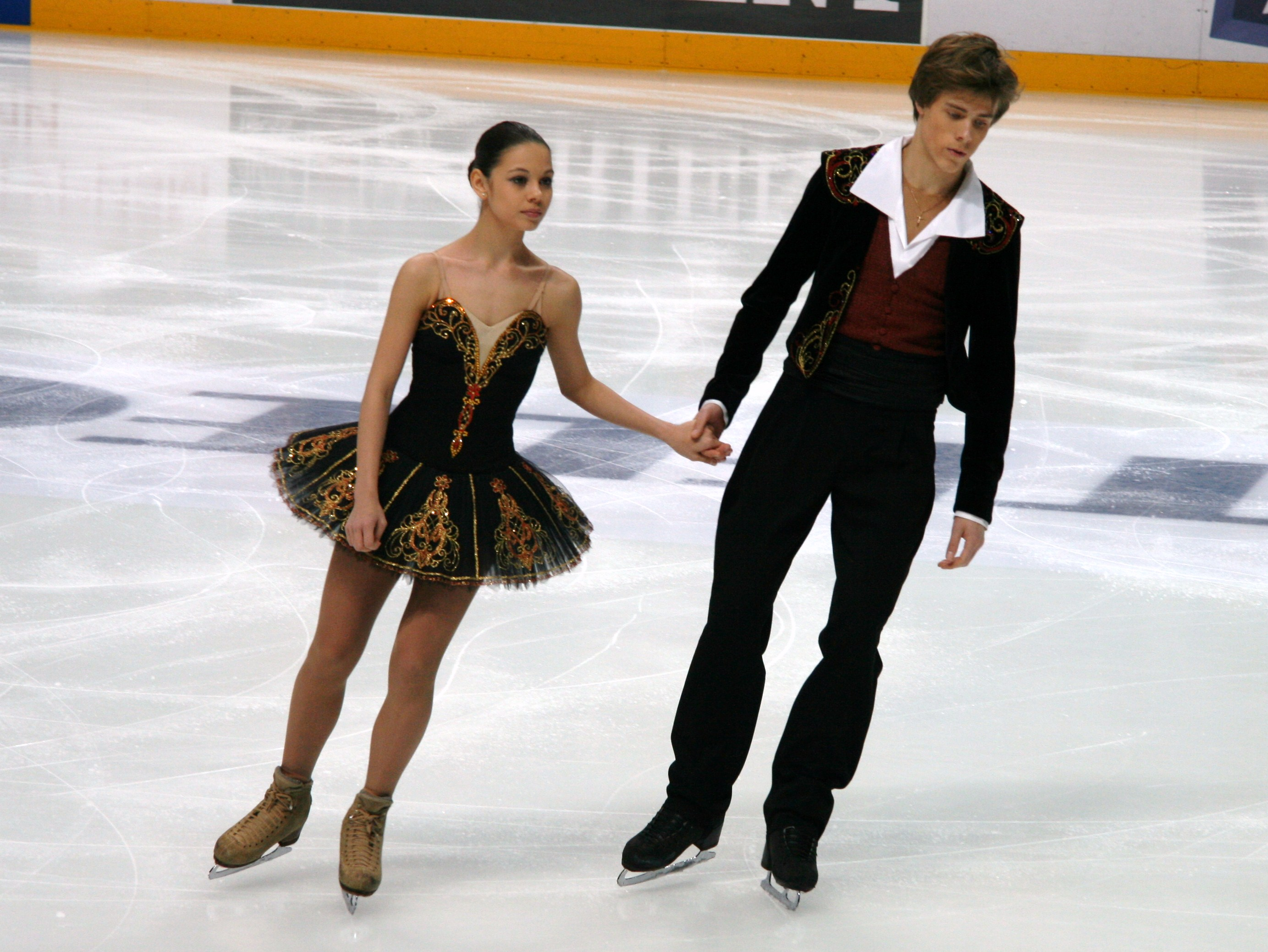
Ilinych und Kazalapow beim Cup of Russia 2010

Bei den Olympischen Winterspielen 2014 in Sotschi konnte Kazalapow mit Iljinych die Bronzemedaille im Eistanz gewinnen und mit dem Team den Olympiasieg erzielen. Sie wurden mit 183,48 Punkten (73,04 Punkte im Kurzprogramm/110,44 Punkte in der Kür) bewertet, nur Meryl Davis und Charlie White aus den USA sowie Tessa Virtue und Scott Moir aus Kanada lagen vor ihnen. Im Teamwettbewerb gelangen ihnen in der Kür 103,48 Punkte, wodurch sie sich auch hier nur Davis/White und Virtue/Moir geschlagen geben mussten. Den Kurztanz hatten noch Jekaterina Bobrowa und Dmitri Solowyjow getanzt.
Seit der Saison 2014/15 ist Wiktorija Sinizina seine Eistanzpartnerin. In der Saison 2018/19 qualifizierten sie sich für das Grand-Prix-Finale, bei dem sie die Silbermedaille im Eistanz gewannen. Bei den Weltmeisterschaften in Saitama gewannen sie ebenfalls die Silbermedaille.
In der Saison 2019/20 gewannen Sinizina und Kazalapow den Cup of Russia, den Cup of China und die Europameisterschaften in Graz. Für die Weltmeisterschaften waren sie nominiert, diese fiel jedoch aus.

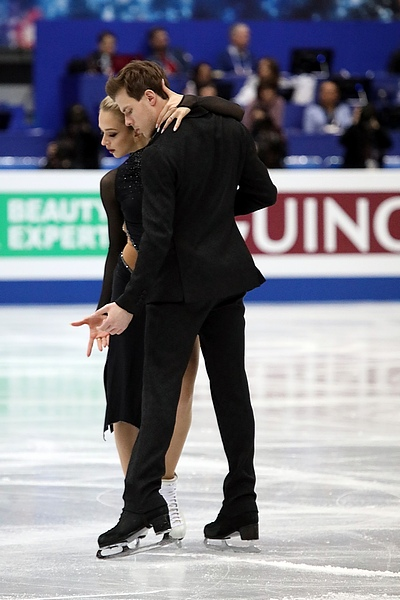
Sinizina und Kazalapow bei der WM 2019

## Ergebnisse
Mit Jelena Iljinych als Partnerin im Eistanz
| Meisterschaft / Jahr           | 2010  | 2011  | 2012  | 2013  | 2014  |
| ------------------------------ | ----- | ----- | ----- | ----- | ----- |
| Olympische Winterspiele        |       |       |       |       | 3.    |
| Olympische Winterspiele (Team) |       |       |       |       | 1.    |
| Weltmeisterschaften            |       | 7.    | 5.    | 9.    | 4.    |
| Europameisterschaften          |       | 4.    | 3.    | 2.    | 2.    |
| Juniorenweltmeisterschaften    | 1.    |       |       |       |       |
| Russische Meisterschaften      |       | 3.    | 2.    | 2.    | 2.    |
| Grand-Prix-Wettbewerb / Saison | 09/10 | 10/11 | 11/12 | 12/13 | 13/14 |
| Grand-Prix-Finale              |       |       |       | 6.    |       |
| Cup of Russia                  |       | 3.    |       | 2.    |       |
| NHK Trophy                     |       | 4.    | 3.    | 2.    | 4.    |
| Trophée Eric Bompard           |       |       | 4.    |       | 2.    |

Mit Wiktorija Sinizina als Partnerin im Eistanz
| Meisterschaft / Jahr               | 2015    | 2016    | 2017    | 2018    | 2019    | 2020    | 2021    | 2022    |
| ---------------------------------- | ------- | ------- | ------- | ------- | ------- | ------- | ------- | ------- |
| Olympische Winterspiele            |         |         |         |         |         |         |         | 2.      |
| Weltmeisterschaften                |         | 9.      |         |         | 2.      |         | 1.      |         |
| Eiskunstlauf-Europameisterschaften |         | 4.      | 10.     |         | 4.      | 1.      |         | 1.      |
| Russische Meisterschaften          | 4.      | 2.      | 3.      |         | 1.      | 1.      |         |         |
| Grand-Prix-Wettbewerb / Saison     | 2014/15 | 2015/16 | 2016/17 | 2017/18 | 2018/19 | 2019/20 | 2020/21 | 2021/22 |
| Grand-Prix-Finale                  |         |         |         |         | 2.      | 6.      |         |         |
| Cup of Russia                      | 4.      | 3.      |         |         |         | 1.      | 1.      | 1.      |
| NHK Trophy                         | 7.      |         | 5.      | 4.      |         |         |         | 1.      |
| Skate America                      |         | 2.      |         | 3.      |         |         |         |         |
| Internationaux de France           |         |         |         |         | 2.      |         |         |         |
| Skate Canada                       |         |         |         |         | 2.      |         |         |         |
| Cup of China                       |         |         | 4.      |         |         | 1.      |         |         |
| Teamwettbewerb / Saison            | 2014/15 | 2015/16 | 2016/17 | 2017/18 | 2018/19 | 2019/20 | 2020/21 | 2021/22 |
| Olympische Winterspiele            |         |         |         |         |         |         |         | 3.      |
| World Team Trophy                  |         |         |         |         | 3.      |         | 1.      |         |

## Kontroverse
Wenige Wochen nach dem Beginn der Invasion Russlands in die Ukraine nahm Kazalapow an einer vom Kreml organisierten Propagandshow am Jahrestag der Krim-Annexion teil.